# Gisement du Vermilion Range (Minnesota)

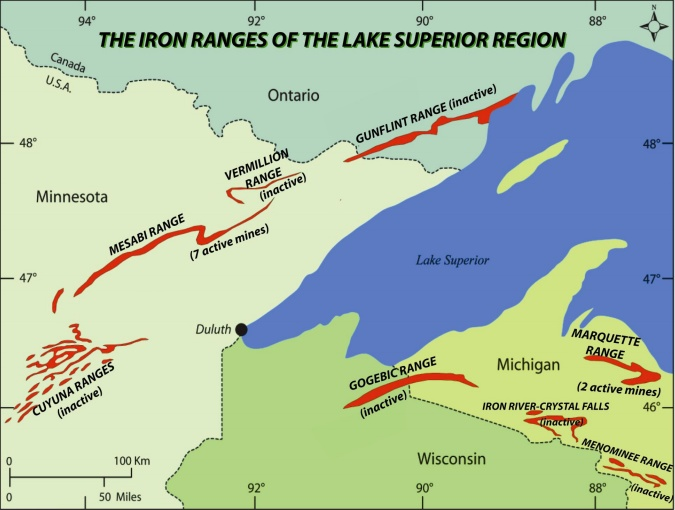
Chaînes de fer (Iron Range) du Lac Supérieur.

Le gisement du Vermilion Range (Minnesota), situé entre la Tour et Ely, Minnesota, contient d'importants gisements de minerai de fer exploités à grande échelle à partir de 1884, et fait partie de l'ensemble minier de l'Iron Range du nord du Minnesota, à l'intérieur de la chaîne de montagne américaine de l'Iron Range, avec le gisement de Mesabi Range exploité à partir de 1892 et le gisement du Cuyuna Range mis en service vers 1911.
Alors que les monts Mesabi avaient du minerai de fer assez près de la surface pour permettre l'exploitation à ciel ouvert, des mines ont été creusées profondément sous terre pour atteindre le minerai du Vermilion Range et du gisement du Cuyuna Range.
La plus grande mine du Vermilion Range, Soudan, a été fermée en 1962, et la dernière mine, dans la zone Ely, fermée en 1964.
La qualité de l'hématite était si pure que deux morceaux pouvaient être soudés.